# José Amy
José A. Amy Tejera (3 de noviembre de 1967) es un docente de historia, columnista y político uruguayo perteneciente al Partido Colorado, sector Vamos Uruguay.

## Formación
Estudió profesorado de Historia en el IFD de Mercedes y en el IPA. Es efectivo en el cargo Docente por Concurso de Mérito y Oposición graduándose primero en tal instancia, según SC 74 del 29/12/04. Ejerció en los Liceos N.º1 José Ma Campos y N.º2 de Luis a Zanzi de Mercedes, en el Liceo N.º1 Roberto Taruselli de la ciudad de Dolores, en el Liceo de José Enrique Rodó y en el Liceo de la localidad de Palmitas, además de hacerlo en la UTU, en la Escuela Técnica Pedro Balnes Viale de la capital distrital, hasta febrero del 2010, cuando renunció a sus horas docentes para asumir en la Cámara de Representantes. En la actualidad es docente Grado 5 a partir del mes de marzo de 2017(http://www.ces.edu.uy/files/2018/DGSE/listados/Historia.pdf), y cursó Diplomado en Desarrollo Local en el Instituto Claeh.
Ha participado como panelista en representación de Uruguay en distintos países como Argentina, Brasil, Chile, Bolivia, Perú, Colombia, en especial en temas históricos sobre pueblos originarios y génesis de los derechos humanos en el mundo, así como en temas relacionados con los gobiernos municipales. Realiza permanentes actualizaciones en materia de Marketing Político y Asesoramiento de Campañas y candidatos.

## Actuación en política
Comienza a interesarse por la política en 1984, acompañando a la fórmula de Julio María Sanguinetti y Enrique Tarigo. Desde 1995 es reelecto consecutivamente como Edil Departamental por Soriano. Ocupó la Vicepresidencia y alternativamente la Presidencia de la Junta Departamental de Soriano. Fue allí donde se desempeñó durante 15 años como miembro de las Comisiones de Presupuesto y Hacienda, Transporte y Obras Públicas, Turismo y Asuntos Regionales y Legislación y Peticiones.
Durante 1996 y 1997 fue el Secretario del Cuerpo Deliberante del Río Uruguay, integrado por Brasil, Argentina y Uruguay.
Durante 1995–2000 fue reelecto consecutivamente por sus pares como Jefe de Bancada del Partido Colorado de Soriano. En 1997 es nombrado Secretario General de la Agrupación 1540, la lista más votada junto con la 2000 en la historia electoral de su departamento. En el año 1995 con Emilio Martino candidato, el más votado de la historia electoral de Soriano, este le confió la Jefatura de su campaña, una actividad que volvería a desempeñar en 2000.
A partir de 2000 suma a sus múltiples actividades la de participar en representación de su Partido Colorado en el Congreso Nacional de Ediles, Organismo que nuclea a todos los Ediles Uruguay, de inmediato es propuesto como Coordinador Nacional del Partido Colorado ejerciéndolo de ahí en más hasta febrero de 2010 fecha en la que se retirará para pasar a ocupar su Banca de Representante Nacional. Durante más de 9 años fue reelecto consecutivamente, un caso único en la historia del Congreso Nacional.
También en 2000 decide junto con otros compañeros fundar la lista 140, siendo en los comicios de mayo del 2000 la lista más votada del Partido continuándolo de ahí en más, lo que le valió un periodo más en la Junta de Soriano.
A partir de 2007 comienza a establecer contactos con Pedro Bordaberry, y en junio de 2009 gana las internas lo que le valió la nominación para la Cámara de Representantes: en octubre de 2009 su agrupación se consagró ganadora, logrando alcanzar la Banca a Diputados por Soriano por el Partido Colorado 2010- 2015.
En diciembre de 2009 se presenta a las Elecciones de 2.º Grado para la Secretaría General del Partido Colorado de Soriano y las gana, lo que permitió tener mayoría en el seno de CED: finalmente sus oponentes deciden acompañarlos logrando 17 votos de 17, lo que a partir de ese momento le ha permitido convertirse en la máxima autoridad del Partido Colorado en Soriano.
De cara a las internas de junio de 2019, Amy se adhiere a la agrupación Batllistas, apoyando la precandidatura de Julio María Sanguinetti, si bien de momento tiene vedado hacer declaraciones políticas por ocupar un cargo en el directorio de UTE.

## Actuación parlamentaria
Asumió el 15 de febrero de 2010 como representante Nacional por Soriano por el período 2010-2015. Como legislador, su sector político lo ha designado como integrante de la Comisión de Defensa Nacional en la Cámara de Representantes de la que fue su Presidente 2010-2011.
Durante su gestión ha presentado múltiples proyectos de ley que abordan temáticas diversas. Durante el período 2010-2015 ha sido el legislador que más Proyectos de Ley presentó y el que menos faltó a su actividad legislativa.[cita requerida]

## UTE
Desde 2015 ocupa el cargo de Director en la Administración Nacional de Usinas y Trasmisiones Eléctricas, UTE